# Dzieworódka

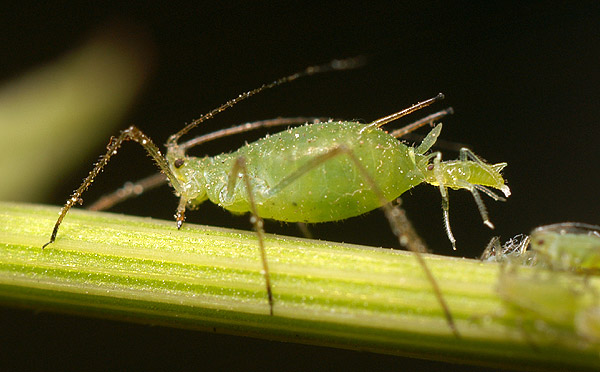
Samica mszycy w trakcie porodu.

Dzieworódka (łac. sexuparae) – u mszyc dzieworodne samice rodzące samce i samice (sexuales).